# Șevcenka, Berdeansk
Șevcenka (în ucraineană Шевченка) este un sat în comuna Dmîtrivka din raionul Berdeansk, regiunea Zaporijjea, Ucraina.

## Demografie
Componența lingvistică a localității Șevcenka
     Ucraineană (55,06%)
     Rusă (44,94%)
Conform recensământului din 2001, majoritatea populației localității Șevcenka era vorbitoare de ucraineană (55,06%), existând în minoritate și vorbitori de rusă (44,94%).